# حرب الكركند
حرب الكركند (بالبرتغالية: Guerra da Lagosta، بالفرنسية: Conflit de la langouste) حرب نشبت بين البرازيل وفرنسا من سنة 1961 إلى 1963 وذلك بعد رفض الحكومة البرازيلية السماح لفرنسا أن تصطاد الأسماك في مياهها البحرية، لكن فرنسا لم تقبل فقامت البرازيل بأسر سفينة فرنسية لصيد السمك ولم تسمح البرازيل لفرنسا بصيد السمك إلى أن قبلت فرنسا أمر البرازيل بالابتعاد عن مياهها البحرية.